# 常陸太田市民交流センター
常陸太田市民交流センター（ひたちおおたしみんこうりゅうセンター）は、茨城県常陸太田市にあるホール。愛称はパルティホール。2005年度（平成17年度）の利用者数は約91,000人。常陸太田市民吹奏楽団が活動拠点としている。

## 概要
市民の芸術文化と地域住民の交流を図るために開館。村井敬の設計、ヤマハサウンドシステムの施工による。音質の良いホールで世界で活躍する音楽家を招待したり、一般向けに「パルティ・ミュージックセミナー」を開いたりするなど、このホールを拠点に「音楽あふれる町づくり」を推進している。ホールの愛称「パルティホール」は、パル（pal、仲間・友達）とシティ（city、まち）を合わせた造語であり、一般公募によって決定した。
運営には多額の維持費用がかかるため、文部科学省や経済産業省から福祉対策措置として補助金交付を受けたり、茨城県・市町村共同公募債（大好きいばらき県民債）を発行するなどして財源を賄っている。
- 休館日：月曜日（祝日の場合は翌日）、年末年始
- 開館時間：9時〜22時

## ホール概要
大ホール
不燃木材を用いた残響時間2.06秒、NC値（室内の騒音評価）20のホールで、舞台と客席が一体化した設計となっている。
- ステージ：幅33m×奥行15m×高さ18m
- 客席数：1,004席
  - 固定席：990席
  - 母子席：10席
  - 身体障害者席：4席
- 照明：9列

多目的ホール
天井高6m、NC値25のホール。
- 収容人数：300人

その他
楽屋（5）、会議室（2）、リハーサル（2）、和室（2）、野外ステージ（1）

## 沿革
- 1988年（昭和63年）11月3日 - パルティホール開館。
- 2009年（平成21年）4月18日 - 映画『ディア・ドクター』（笑福亭鶴瓶主演）の完成披露試写会が開催される[10]。
- 2010年（平成22年）11月20日 - 常陸太田市と筑波大学の連携による「まちづくりシンポジウム2010」を開催[11]。同学の調査報告のほか、常陸太田市内の高等学校（太田一高・太田二高・太田二高里美校・佐竹高）の生徒による「常陸太田復権計画」の発表が行われた[11]。

## 常陸太田市民吹奏楽団
常陸太田市民吹奏楽団（ひたちおおたしみんすいそうがくだん）は、常陸太田市周辺の有志によって結成された楽団。1978年（昭和53年）4月に設立、1988年（昭和63年）11月にパルティホールが開館して以降、拠点を同ホールに移した。
1991年（平成3年）8月に優良社会教育団体として表彰を受けている。演奏会やパルティ・ミュージックセミナーを開催している。

## 交通
- 常磐自動車道那珂IC・日立南太田ICより自動車で約20分。
  - 駐車場あり（276台）
- JR水郡線常陸太田駅より徒歩約25分、タクシー約5分。

## 周辺
- 常陸太田商工会
- 常陸太田市生涯学習センター
- 常陸太田市立図書館